# Nauders
Nauders es una localidad del distrito de Landeck, en el estado de Tirol, Austria, con una población estimada a principio del año 2018 de 1542 habitantes. 
Se encuentra ubicada al suroeste del estado, al oeste de la ciudad de Innsbruck —la capital del estado—, en el valle del río Eno y cerca de la frontera con Suiza, Italia y con el estado de Vorarlberg.

## Historia
Nauders se encuentra en el paso de Reschen, por donde pasaba la Vía Claudia Augusta (la mayor de las calzadas romanas que atravesaron los Alpes), que conducía desde el Imperio Romano a Augsburgo. El lugar fue probablemente la estación romana marcada como Inutrium en un mapa del siglo II encontrado en Alejandría; luego aparecería por primera vez como Nuders en el registro del monje benedictino Goswins von Marienberg, en un documento de 1149. En 200 d. C., la vía romana y, por tanto, también la estación de Nauders, perdieron su importancia después de que los romanos ampliaran y fortificaran el paso del Brennero, reemplazando por ende a la Vía Claudia Augusta como la ruta comercial más importante en ese momento. También hubo una oficina de aduanas en este lugar (establecido en 1300 a más tardar), lo que sugiere que fuera una importante conexión norte-sur. El centro de la ciudad muestra una fuerte influencia retorromance.

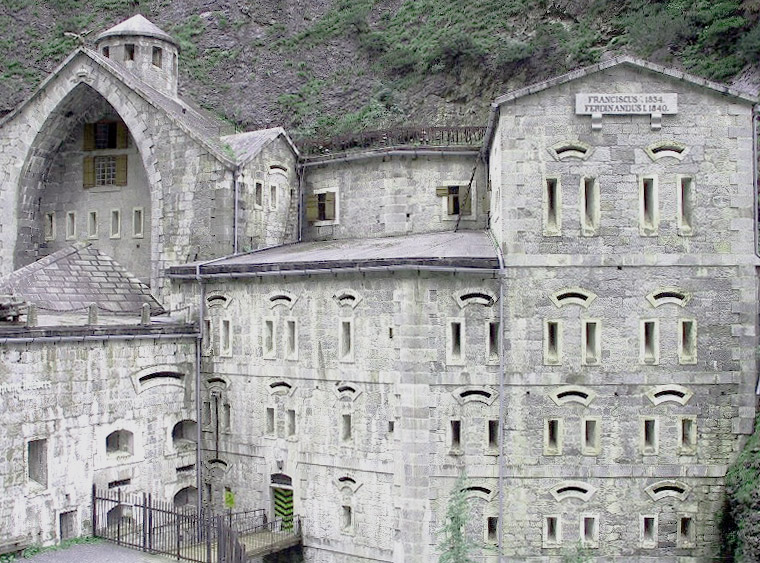
El fuerte de Nauders, una fortificación del que defendía posiciones montañosas cerca de la frontera austro-suiza.

En el siglo X, Nauders se convirtió en uno de las villas-tribunales del condado de Vinschgau (Val Venosta). El tribunal de Naudersberg, como se llamaba entonces, era una corte suprema y un  «tribunal de sangre», que tenía jurisdicción penal en la región al sur de Nauders (zona conocida como Beim Hohen Gricht, lit. Por la Corte Suprema). En su papel de tribunal, Nauders se vio involucrado en las famosas disputas en 1475 entre los Habsburgo y la potente región de Engadina, cuyos ciudadanos se negaban a pagar impuestos a Naudersberg en 1475, siendo el preludio de la guerra de Suabia (de hecho, en alemán se llama la guerra de Engadina) entre el Imperio Habsburgo y la Antigua Confederación Suiza, durante la que el castillo de Naudersberg (hoy inexistente) también se vio dañado. La corte de Naudersberg existió hasta la división del Tirol, en 1919.

### Desastres naturales
Durante la peste negra del siglo XIV, Nauders se quedó despoblado, quedando hacia 1348 unos pocos vecinos de la localidad. En 1609, la villa fue sepultada por una avalancha, que arrasó gran parte de sus casas y vías. En 1871, una avalancha de rocas empujada por una corriente de lodo procedente del valle de Gamoar causó grandes destrozos en la parte alta de la localidad. Casi una década después, en 1880, se produjo un gran incendio en el que ardieron la mayoría de estructuras de Nauders, incluyendo 83 casas y 72 haciendas agrícolas.

### SiglosXIX-XX
El período napoleónico también dejó su huella en Nauders. En 1799, los franceses invadieron la villa durante el período de la Segunda Coalición. Las consecuencias resultaron devastadoras para la población, con saqueos, destrucción de instalaciones y destrozo de suministros de alimentos, entre otros.
Nauders fue parte y sede del distrito judicial de Nauders hasta finales de 1920, pero como resultado de la Primera Guerra Mundial, fue disuelto e incorporado al distrito judicial de Ried. Desde 1978, forma parte del distrito judicial de Landeck.
A 2,5 km al sureste del municipio se encuentra el fuerte de Nauders, construido en el siglo XIX, que durante la Primera Guerra Mundial fue la fortificación guarnecida más antigua del frente austrohúngaro. Ahora un museo, es en la actualidad la única antigua fortificación de la cadena sur de barreras defensivas que aún se encuentra en suelo austríaco. A continuación está el Museo del Tanque de Nauders.